# وزارة الثقافة (لبنان)
وزارة الثقافة ( (بالفرنسية: Ministère de la Culture)‏ هي وزارة حكومية لبنانية. وهي تهتم بالثقافة الشعبية والعالمية كغيرها من وزارات الثقافة في معظم باقي بلدان العالم.

## التاريخ
تشكلت الوزارة في عام 1993 ،  في الأصل كجزء من وزارة الثقافة والتعليم العالي التي أصبحت منها كيانًا منفصلاً في أغسطس 2000. صدر قانون جديد في أكتوبر 2008 بشأن إعادة هيكلة الوزارة. لديها الآن مسؤولية بشأن مسائل التراث والآثار والفنون والأدب والصناعات الثقافية وإدارة الممتلكات الثقافية والتاريخية.

## المهام والمسؤوليات
يشمل اختصاص الوزارة العديد من المهام مثل تخطيط السياسة الثقافية والقطاعية ، وتنظيم ورعاية الشؤون الأدبية والفنية، وتنمية اقتصاد المعرفة ، وتأسيس وتنسيق الخبرات. وتشمل المسؤوليات اقتراح مشاريع القوانين واللوائح، وتشجيع الإبداع ، والبحث والإنتاجية، وتشجيع المنتجات المبتكرة، وإنشاء المرافق الثقافية، والمسوحات الأثرية والحفريات، والحفاظ على التحف والعرض العام وإدارة المواقع القديمة. كما تدعم الوزارة وتسهل البحث في المجالات الثقافية وتنظم الفعاليات والمؤتمرات الثقافية.

## البنية
تنقسم الوزارة إلى ثلاث وحدات هي المديرية العامة للشؤون الثقافية والمديرية العامة للآثار والخدمة الإدارية المشتركة. كما تدير مكتبة بعقلين الوطنية والهيئة العامة للمتاحف والمعهد الوطني العالي للموسيقى . كما أنها ملحقة باللجنة الوطنية للتعليم والمعرفة والثقافة .

## الوزير
وزير الثقافة الحالي هو محمد وسام المرتضى

## وزراء سابقون
- عباس مرتضى
- محمد داوود داوود
- ميشيل إده (1993 - 1996)
- فوزي حبيش (1996 - 1998)
- محمد بيضون (1998 - 2000)
- غسان سلامة (2000 - 2003)
- غازي العريضي (2003 - 2004)
- ناجي البستاني (2004 - 2005)
- كرم كرم (2005 - 2005)
- اسعد رزق (2005 - 2005)
- طارق متري (2005 - 2008)
- تمام سلام (2008 - 2009)
- سالم وردة (2009 - 2011)
- غابي العيون (2011-2014)
- روني عريجي (2014- 2016)
- غطاس خوري (2016 - 2019)